# Mandibulophoxus mayi
Mandibulophoxus mayi är en kräftdjursart som beskrevs av Jarrett och Edward Lloyd Bousfield 1994. Mandibulophoxus mayi ingår i släktet Mandibulophoxus och familjen Phoxocephalidae. Inga underarter finns listade i Catalogue of Life.